# キーラン・ギブス
キーラン・ギブス（Kieran Gibbs, 1989年9月26日 - ）は、イギリス・ロンドン・ランベス出身の元プロサッカー選手。現役時代のポジションは左サイドハーフ、及び左サイドバック。

## 経歴
ウィンブルドンFCのアカデミーに在籍していたが、2003-04シーズン終了後に財政難によりクラブが消滅。（ウィンブルドンは2004-05シーズンよりミルトン・キーンズ・ドンズとして場所を移して再建）。一時的に所属クラブを失うものの、当時チームメイトであったジェームズ・ダンやアブ・オゴゴらと共にアーセナルのトライアルを受け合格。アーセナル入りを果たした。2007年10月31日のカーリングカップ、シェフィールド・ユナイテッドFC戦においてトップチームデビュー。2007-08シーズン後半にはノリッジ・シティFCへローン移籍。2008年12月10日に行われたチャンピオンズリーグのグループリーグ最終節FCポルト戦でアブー・ディアビに代わって途中出場し、チャンピオンリーグデビューを果たす。
2021年3月23日、同年7月よりインテル・マイアミCFに加入することが発表された。

## 代表歴
世代別代表に招集された後、2010年8月にA代表に初めて招集され、8月11日のハンガリー戦で代表デビュー。

## タイトル

### クラブ
アーセナルFC
- FAカップ：3回 (2013-14, 2014-15, 2016-17)
- FAコミュニティ・シールド：3回 (2014, 2015, 2017)